# Iseljavanje muslimana iz Kneževine Srbije u Bosanski vilajet 1862. – 1867.
Iseljavanje muslimana iz Kneževine Srbije u Bosanski vilajet 1862. – 1867. određeno je na međunarodnoj konferenciji velikih sila u Kanlidži (Kanlıca) na Bosporu 1862. godine. Iseljavane su cijele obitelji iz sela i gradova koji su pripali novostvorenoj Kneževini Srbiji.

## Stanje prije iseljavanja
Prije Prvog srpskog ustanka, u Srbiji je živjela znatna populacija muslimana (procjene idu i do nekoliko stotina tisuća). U Smederevskom sandžaku bilo je 11 nahija u kojima su muslimani činili 58 posto ukupnog stanovništva. U Beogradu su muslimani činili su četiri petine, Užicu skoro 97 posto, a u Pomoravlju 65 posto. 1860. godine potresali su neredi Srbiju. Pravoslavni Srbi napali su muslimane. Vlada kneza Mihaila Obrenovića je po dolasku na vlast vodila izrazito negativnu kampanju protiv Osmanlija, pod čijim su suverenitetom bili. Obrenović je sprovodio od svog dolaska na vlast 1860. jaku agitaciju protiv turske osmanske države. Još dok je Kneževina Srbija bila pod Osmanlijama, zbio se kolaps muslimana. Nakon povlačenja Osmanlija s teritorija pod nadzorom Srba, dolazi do uništavanja islamskih bogomolja i iseljavanja muslimana, što je nerijetko poprimalo razmjere vjerskih progona. Većinu "turskog", odnosno muslimanskog stanovništva po varošima u Srbiji činili su islamizirani Srbi ili drugi Slaveni i Albanci. 
Tijekom više uspješnih etapa oslobađanja Srbije (1793.—1867.), broj muslimana u Srbiji se neprestano smanjivao, praćeno pojačanim iseljavanjem Turaka. Nakon Prvog srpskog ustanka stradale su brojne muslimanske bogomolje rušenjem ili su prenamijenjene.

### Neredi u Beogradu 15. lipnja 1862.
Odnose s Turcima pogoršali su umnogome rad Preobraženjske skupštine iz 1861. godine, vojne pripreme (opremanje i manevri) i još nekoliko manjih pitanja.
15. lipnja 1862. godine izbili su neredi u Beogradu. Izbili su na Čukur česmi u Beogradu zbog banalne situacije, tj. tko ima prednost prilikom točenja vode: je li to osmanski ili srpski podanik? Došlo je do incidenta. Intervenirala je osmanska policija i srpska žandarmerija, izazvani su sukobi većih razmjera. Nije se moglo primijeniti situacija kao u drugim krajevima, gdje su u situacijama gdje su sukobljene strane u parnici bile osmanski i neosmanski podanik, jer je Srbija odbila mogućnost mješovitih sudova. Tursko je topništvo s kalemegdanske tvrđave četiri i pol sata bombardiralo beogradsku varoš na zapovjed zapovjednika osmanskog garnizona. Intervenirali su konzuli, kao predstavnici današnje međunarodne zajednice. Bilo je puškaranja u četvrtima gdje su stanovali muslimani. Srbi su upadali u turske kuće i pljačkali i ubijali, a muslimanima je bilo nesigurno prenoćiti u svom domu. Poslije tih narod je iz pretežno muslimanske varoši pobjegao u beogradsku tvrðavu. Utočište je našlo oko 600 muslimana.

### Konferencija u Kanlidži srpnja - rujna 1862.
Godine 1862. zbog toga je sazvana međunarodna konferencija u carigradskom predgrađu Kanlidži, koja je trebala riješiti problem dvojnosti pravnog sustava i sukoba koji se mogu pojaviti. U nazivlju konferencije "varoš" su bila civilna naselja u Beogradu gdje su uz ostale živjeli muslimani u muslimanske četiri mahale, a "grad" je bila beogradska tvrđava u kojoj se nalazio osmanski garnizon.
Francuska i ruska vlada tu su napravile Sporazum o zajedničkom istupanju u korist Srbije. Rezultat Sporazuma je da su se muslimani iz Srbije morali iseliti što je moguće brže, što je značilo da se Srbija vjerski očisti od muslimana.  Srbija je odštetu za pokretnu i nepokretnu imovinu odseljenih muslimana trebala isplatiti Turskoj. Iseljeni muslimani tražili su isplatu od srpske vlade ali ju nikad nisu dobili. Muslimani su smjeli ostati, ali su uvjeti bili ponižavajući. Prvi je bio da se vrate pradjedovskoj, pravoslavnoj vjeri. Ako odbiju prvu, imali su drugu mogućnost, a ta je bila da budu Srbi islamske vjere. Ako odbiju i tu, treća je bila da moraju se pisati i voditi kao Cigani. Odbijanjem i ove opcije značilo je da se moraju iseliti iz Srbije. Novčani iznos koji je Srbija morala platiti osmanskoj državi u kontekstu iseljavanja muslimana dogovaran je poslije.

### Iseljavanja poslije konferencije
Većina je odlučila iseliti. Mnogi Srbi osjećali su mržnju prema dojučerašnim gospodarima i jedva su dočekali njihov izgon. Muslimani su osiromašili u procesu odlaska, jer su znali da moraju prodati imovinu pa su ju prodavali po cijeni koju su mogli dobiti, a to su bile najniže moguće cijene.
Nakon konferencije u Beograd 13. rujna 1862. stigli su parni remorkeri na koje su ukrcani protjerani muslimani iz varoši. Masovno iseljeni muslimani otjerani su zauvijek, prvo u Lom Palanku a onda u Niš, Vidim, Brčko i dalje. Gotovo nije bilo pošteđenih, a ni svjedočenja o lojalnosti nisu pomagala.
Premda su iz Srbije istjerali muslimane, srpske vlasti nisu rado trpile prisustvo turskih garnizona na njenoj teritoriji, pa su stalno pritiskale Portu da iz Kneževine Srbije napuste otiđu posade tvrđava u Beogradu, Smederevu, Šapcu i Kladovu.
Muslimani iz Srbije raselili su se po Turskom Carstvu. Prvo su išli na jug u okolicu Niša, tad još izvan Kneževine Srbije, poslije i na područje Albanije, Makedonije, Rumunjske, Bosne i Turske, osobito Anadolije. U proces se uključila turska vlast da bi planski upravlja iseljavanjem. Zbog političkih i strateških razloga mnoge je naselila u Bosnu, tada najistureniju tursku provinciju na zapad u Europi. Dosta ih je naselila u sjevernom pograničnom području da bi ojačala brojnost muslimana i tako osnažila pozicija za nadolazeća teritorijalna prekrajanja. Radi ublažavanja posljedica preseljavanja, sultan je naseljenike oslobodio od obveza prema državi i od slanja u vojsku, a mjera je trajala sljedećih 14 godina. Tih godina mnogi muslimani kao izbjeglice prelaze u Bosnu ili Novopazarski sandžak, koji još uvijek nije bio u sastavu Srbije. U Bosansku Kostajnicu krajem 1862. i početkom 1863. godine sele muslimani iz Valjeva, Šapca, Užica, pa se dio u kome su izbjegli muslimani najviše koncentrirani naziva "Užice". Mnogi muslimani izbjegli iz Srbije 1862. i 1863. godine naseljeni su u Zvorniku, koji je tada bio u sastavu Bosanskog pašaluka. Protjerani muslimani otišli su u zvornički kraj, Tuzlu, Bijeljinu, Bosanski Šamac (Gornju Aziziju), Gračanicu, Srebrenicu, Donju Aziziju (Orašje), Vlasenicu, Sarajevo, Brezovo Polje... Muslimani Užica protjerani su najviše u Bosnu, Albaniju, Makedoniju i manji broj u Priboj. Iseljeni muslimani iz Užica (blizu 3.000 odraslih muslimana i nešto ispod 1.000 djece), grada Sokola, sela Bučja, Gračanice, Aluge, Zakucani, Male, Donje Poštenje i drugih mjesta naselili su se u istočnoj i sjeveroistočnoj Bosni. U novoj postojbini osnovano je šest kasaba: Kozluk, Šamac, Orašje, Brezove Polje, Kostajnica i Orahovo. Dio muslimanskih iseljenika iz Beograda je otišao Dunavom na preostale osmanske teritorije u Rumeliji, jedan dio je otišao prema tadašnjem vilajetu Kosovo itd. U sjevernoj Bosni muslimani se naseljavaju u Gornju i Donju Aziziju – Bosanski Šamac i Orašje, pa sve uz Savu, do Orahove kod Bosanske Gradiške. U Donju Aziziju dolaze muslimani iz Užica i Sokola, Šapca i Beograda. Tad nastaju naselja Kozluk kod Zvornika, Janja kod Bijeljine, Brezovo Polje kod Brčkog, Kostajnica i Orahova kod Bosanske Gradiške. Koncentracija muslimana nije pomogla pri austro-ugarskom zauzimanju, ali su u Bosanskoj Posavini stvarno bili centri otpora austro-ugarskom zauzimanju Brčko i Ugljara (Orašje).
Bošnjačka historiografija naziva istjerane srbijanske muslimane Bošnjacima, ne vodeći računa da su to islamizirani Srbi. Tragediju srbijanskih muslimana opisali su u radovima Safet Bandžović, Nikola Hristić, Vladimir Karić, Sidki Hadžihuseinović Muvekkit, Ibrahim Tepić, Miladin Radović, S. Ignjić i dr.
Pravoslavni Srbi dočekali su s radošću odlazak muslimana, koji su ih držali pola tisućljeća potlačene. Srbi su čišćenje Srbije od muslimanskog elementa držali važnim nacionalnim projektom. Uključilo se 700 - 800 najamnih prijevoznika koji su brzo došli iz beogradskog, valjevskog i kragujevačkog okruga. Kažnjavali su rabadžije i kiridžije koji se nisu odzvali na poziv za protjerivanje muslimana. Muslimani su organizirano transportirani iz Srbije ka Bosni. Pravoslavni Crnogorci bili su partneri Srba u djelima protiv muslimana, jer su slično otjerani muslimani iz oslobođenih dijelova Crne Gore. Srbima su kao plijen ostale kuće, imanja, zemljišta.  Nastala je otimačina muslimanskih posjeda. Zaredale su pljačke privatne imovine. Mnoge kuće protjeranih muslimana Srbi pretežno zapalili. Kuće i turske ograde što su preživjele palež, Srbi su komadali, "odnoseći podove, potkrovlja, vrata itd". Na očišćene teritorije u Srbiji dovođeni su pravoslavni Srbi.

### Sultanov ferman 1867.
Oslabljena osmanska država nije mogla kao nekad silom disciplinirati neposlušnu pokrajinu koja je tražila odlazak osmanskih posada iz preostalih gradova. Sultan je popustio te 1867. donio ferman o predaji ovih gradova u srpske ruke.
Kolaps muslimana dogodio se 1867. godine a iz jugoistočne Srbije 1882. godine, izravnim kampanjama istjerivanja stanovništva iz njihovih kuća. Muslimani nisu našli mira ni na Sandžaku, koji su pripojile Srbija i Crna Gora nakon balkanskih ratova. Ipak, nakon osmansko - ruskog rata 1876. – 1878. i balkanskih ratova, usprkos pretrpljenim nasiljima, više se ne govori o obaveznom iseljavanju muslimana s teritorije Srbije nego o njihovom ostanku i jamčenju njihovih građanskih i političkih prava. 1878. godine Austro-Ugarska je pripojila BiH, i mnogi muslimani već tad nisu htjeli ni pod koju cijenu živjeti pod nemuslimanskim vladarom pa su unatoč zadržanim povlasticama mnogo otišli u Tursku. Izbjegli muslimani u BiH i njihovi potomci koji su ostali, nisu umakli Srbima, jer su uspostavom Kraljevine Srba, Hrvata i Slovenaca došli u izrazito inferioran položaj, vjerske manjine bez političke autonomije. Agrarnom reformom izvedenom 1918. odnosno 1919. godine, izmijenjen je odnos zemljišnog posjeda iz 1910. gdje su muslimani imali 91,1%, pravoslavni Srbi 6%, katolički Hrvati 2,6% i ostali 0,3%, te su mnogi muslimanski zemljoposjednici postali bezemljaši te su mnogi odlučili otići u Tursku. Muslimanima je reformom 1918./1919. godine oduzeto 1.175.305 hektara poljoprivrednog i šumskog zemljišta, nekima i okućnice, a zemljište je besplatno dobilo 249.518 srpskih obitelji koji su došli iz drugih dijelova kraljevine (BiH, Crne Gore, Srbije, Hrvatske), a posebno solunski vojnici koje je trebalo nagraditi.

## Vanjske poveznice
- (boš.) Ibn Sina Naučnoistraživački institut Sarajevo Iseljavanje muslimanskog stanovništva iz kneževine Srbije u Bosanski vilajet (1862-1867)
- (boš.) Academia.edu Fikret Karčić: Posljednji muslimani u Beogradu 1867.